# Cellara
Cellara è un comune italiano di 482 abitanti della provincia di Cosenza, a SE del capoluogo. Situato a 750 metri sul livello del mare, si trova a circa mezz'ora di auto dal mare e dalla montagna (Sila), circondato da boschi di castagni e pini, ed è famoso per i funghi e le castagne. Il territorio comunale, in gran parte montano, si articola su un profilo altimetrico compreso tra 597 e 1 419 metri s.l.m. Diede i natali a Luigi Fera (1868-1935), insigne giurista e parlamentare del Regno d'Italia. 
In estate si celebra la festa di San Sebastiano e in occasione di tale festività si costruisce la celeberrima "PULLICINELLA".
Da visitare la chiesa di San Pietro che presenta altari lignei di gran pregio.

## Società

### Evoluzione demografica
Abitanti censiti